# Долина (Недригайловский район)
Долина (укр. Долина) — село, Терновский поселковый совет, Недригайловский район, Сумская область, Украина.
Код КОАТУУ — 5923555604. Население по переписи 2001 года составляло 64 человека .

## Географическое положение
Село Долина находится на левом берегу реки Биж, которая через 1 км впадает в реку Терн,  выше по течению на расстоянии в 3 км расположено село Чемодановка, выше по течению реки Терн примыкает пгт Терны.